# Diphascon montigenum
Diphascon montigenum är en djurart som tillhör fylumet trögkrypare, och som beskrevs av Giovanni Pilato och Hieronymus Dastych 1979. Diphascon montigenum ingår i släktet Diphascon och familjen Hypsibiidae. Inga underarter finns listade i Catalogue of Life.